# Чемпионат мира по ралли-кроссу
Чемпионат мира по ралли-кроссу (FIA World Rallycross Championship, официальная аббревиатура World RX или WRX) — чемпионат мира по ралли-кроссу, серия автомобильных соревнований, организуемых ФИА, промоутером которых является медиаконцерн IMG из США.
Дебютировал чемпионат в 2014 году. Его первым победителем стал норвежский автогонщик Петтер Сульберг, прежде становившийся чемпионом мира по ралли (2003).

## Формат соревнований

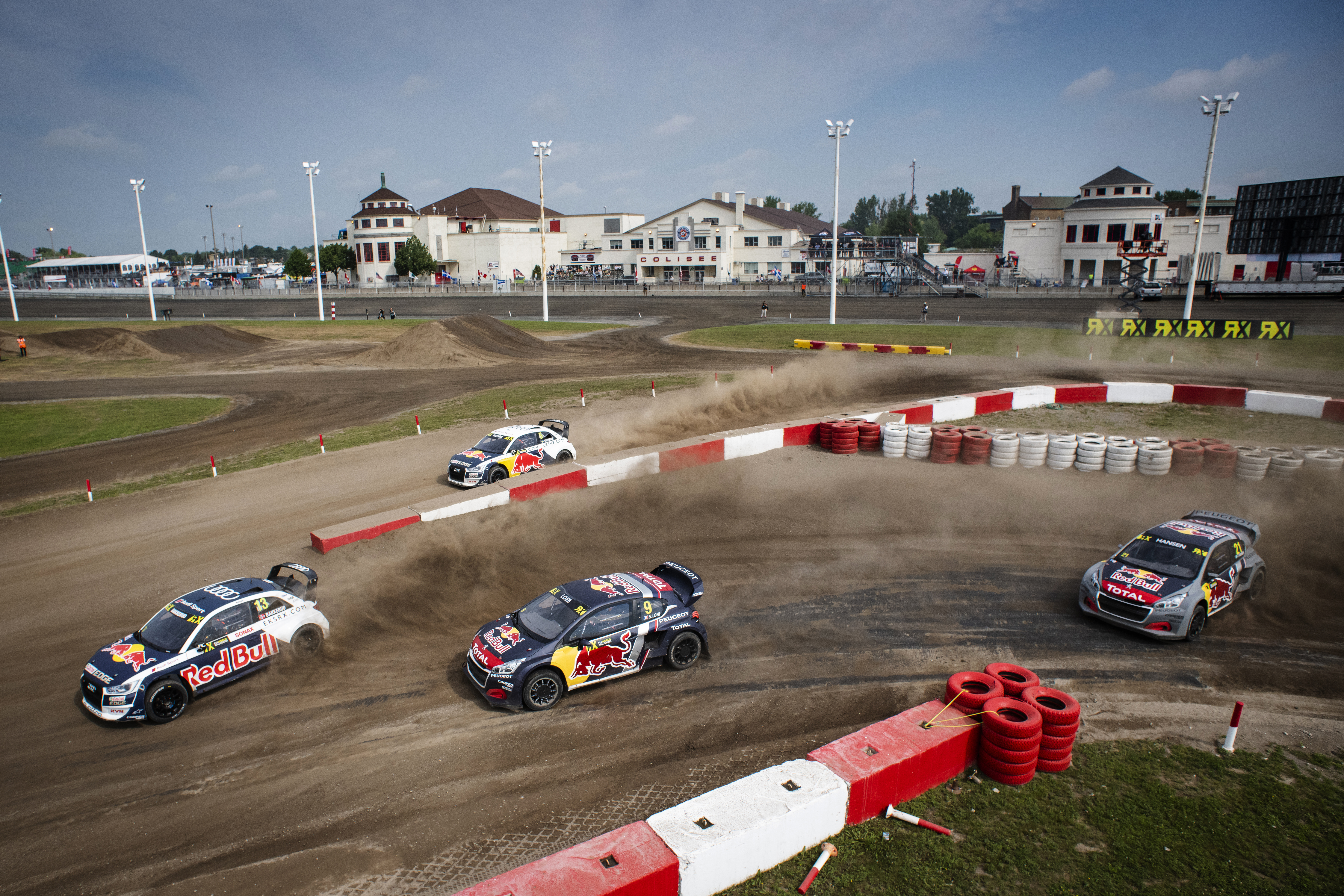
Фрагмент заезда, дальняя машина проходит по джокер-петле, 2018 год

Серия в настоящее время состоит из нескольких этапов соревнований на замкнутых трассах со смешанным покрытием (в основном асфальт и гравий). Каждое соревнование (этап), в котором набираются очки, состоит из:
- Четырёх квалификационных сессий — каждая состоит из серии заездов, в которых участвует от 3 до 5 автомобилей, которые стартуют с одной линии и проезжают по 4 круга, задача пилота — преодолеть дистанцию заезда с наилучшим общим временем текущей квалификационной сессии; 16 водителей с наибольшим суммарным количеством квалификационных очков получают зачётные очки в турнирную таблицу чемпионата, при этом 12 водителей с наибольшим количеством очков проходят в следующий раунд.
- Двух полуфиналов, в которых участвуют по 6 автомобилей, которым необходимо преодолеть 6 кругов; все участники полуфиналов получают дополнительные зачётные очки в турнирную таблицу чемпионата; по три победителя каждого полуфинала выходят в финальный раунд.
- Финала, в котором 6 машин соревнуются на дистанции длиной 6 кругов; все участники финала получают дополнительные зачётные очки в турнирную таблицу чемпионата; пилот победивший в финале считается победителем этапа, даже если общая сумма очков набранная им на этапе не является лучшей.

В полуфинальных и финальных заездах участники расставляются на стартовой решётке в шахматном порядке, в зависимости от результатов, показанных на предыдущей стадии данного этапа.
Во время каждого заезда пилоты обязаны проехать по одному разу по так называемой «джокер-петле», дополнительному ответвлению от основной трассы, увеличивающему время прохождения круга. Этот элемент введён для повышения зрелищности, чтобы участники гонки не ехали «паровозиком» друг за другом от старта до финиша. В качестве наказания за фальстарт спортсмену назначают дополнительный проезд по «джокеру».

## Очковый зачёт
Система начисления очков (красным отмечены позиции спортсменов, не прошедших в следующий раунд):
| Квалификация | 16 | 15 | 14 | 13 | 12 | 11 | 10 | 9 | 8 | 7 | 6 | 5 | 4 | 3 | 2 | 1 |
| Полуфинал    | 6  | 5  | 4  | 3  | 2  | 1  |    |   |   |   |   |   |   |   |   |   |
| Финал        | 8  | 5  | 4  | 3  | 2  | 1  |    |   |   |   |   |   |   |   |   |   |

## Классы
Чемпионат мира по ралли-кроссу в 2014-2021 годах разыгрывался только в классе Supercar (полноприводные автомобили на базе серийных моделей с 2-литровыми турбодвигателями мощностью около 600 л.с.).
Также в рамках этапов чемпионата мира 2014-2020 годов проводилась молодёжная международная серия RX2 (в первые три сезона — RX Lites), победитель которой не становился чемпионом мира, а объявлялся победителем серии. Там использовались  полностью идентичные полноприводные автомобили-прототипы с центральнорасположенным 2,4-литровым атмосферным двигателем Ford мощностью 310 л.с.). В 2020 году дополнительно появился класс поддержки Projekt E, в котором все участники стартовали на ралли-кроссовых электромобилях мощностью 450 кВт.

## Чемпионы

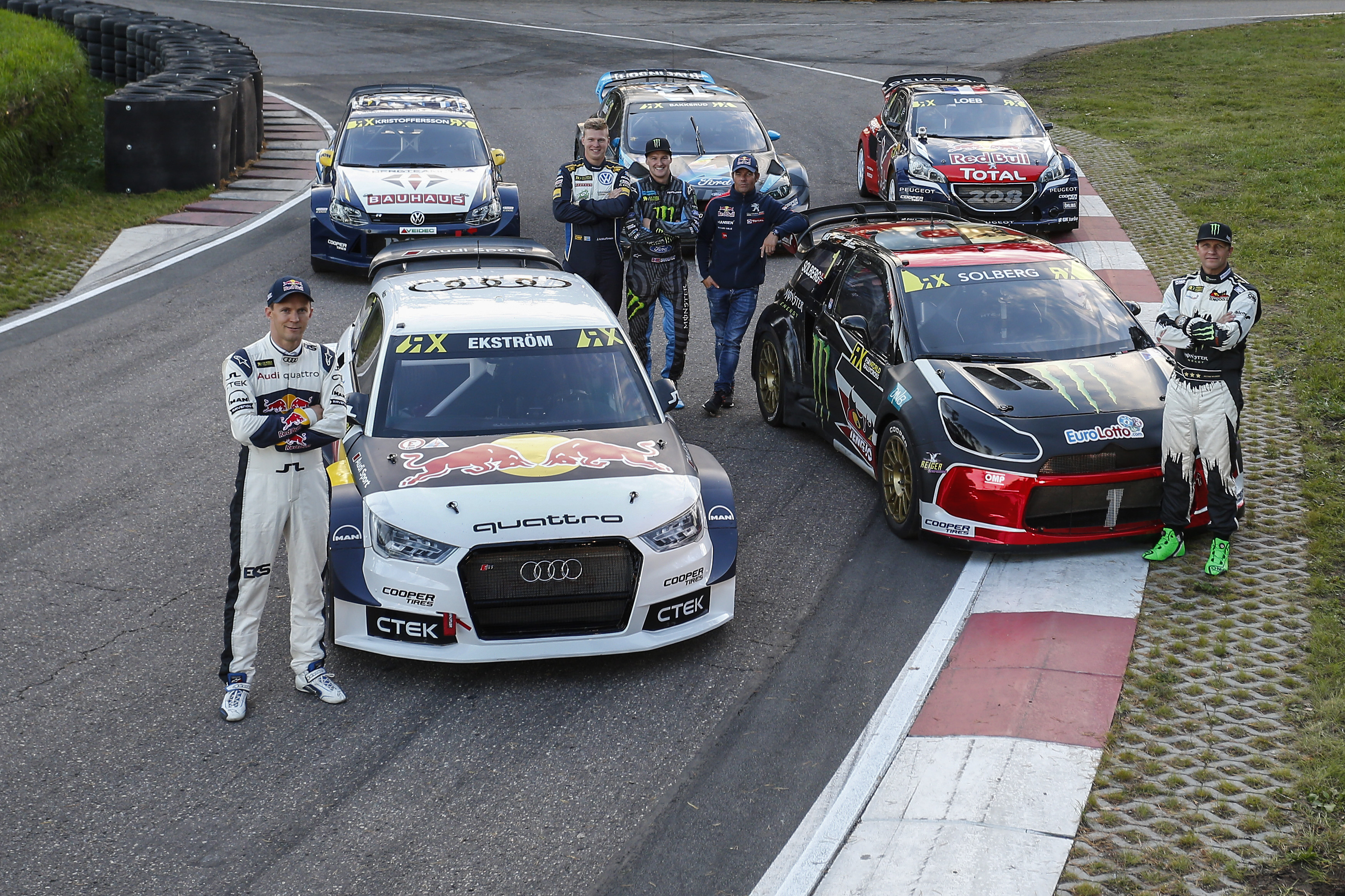
Слева-направо звёзды World RX: Маттиас Экстрём, Юхан Кристофферссон, Андреас Баккеруд, Себастьен Лёб, Петтер Сульберг, 2016 год

| Сезон | Чемпион мира в личном зачёте | Чемпион мира в личном зачёте | Чемпион мира в личном зачёте |                        | Команда-победитель  | Команда-победитель |
| Сезон | Пилот                        | Команда                      | Автомобиль                   | Команда                | Автомобиль          |                    |
| ----- | ---------------------------- | ---------------------------- | ---------------------------- | ---------------------- | ------------------- | ------------------ |
| 2014  | Петтер Сульберг              | PSRX                         | Citroën DS3 RX               | Olsbergs MSE           | Ford Fiesta ST RX   |                    |
| 2015  | Петтер Сульберг              | SDRX                         | Citroën DS3 RX               | Team Peugeot-Hansen    | Peugeot 208 T16 RX  |                    |
| 2016  | Маттиас Экстрем              | EKS RX                       | Audi S1 RX                   | EKS RX                 | Audi S1 RX          |                    |
| 2017  | Юхан Кристофферссон          | PSRX Volkswagen Sweden       | Volkswagen Polo GTI          | PSRX Volkswagen Sweden | Volkswagen Polo GTI |                    |
| 2018  | Юхан Кристофферссон          | PSRX Volkswagen Sweden       | Volkswagen Polo R            | PSRX Volkswagen Sweden | Volkswagen Polo R   |                    |
| 2019  | Тимми Хансен                 | Team Hansen MJP              | Peugeot 208 T16 RX           | Team Hansen MJP        | Peugeot 208 T16 RX  |                    |
| 2020  | Юхан Кристофферссон          | PSRX Volkswagen Sweden       | Volkswagen Polo R            | KYB Team JC            | Audi S1 RX          |                    |

| Сезон | Победитель в классе RX Lites/RX2 | Победитель в классе RX Lites/RX2 | Победитель в классе RX Lites/RX2 |
| Сезон | Пилот                            | Команда                          | Автомобиль                       |
| ----- | -------------------------------- | -------------------------------- | -------------------------------- |
| 2014  | Кевин Эрикссон                   | Olsbergs MSE                     | OMSE RX Lite Car                 |
| 2015  | Кевин Хансен                     | Hansen Junior Team               | OMSE RX Lite Car                 |
| 2016  | Сирил Реймонд                    | Сирил Реймонд                    | OMSE RX Lite Car                 |
| 2017  | Сирил Реймонд                    | Сирил Реймонд                    | OMSE RX2 Car                     |
| 2018  | Оливье Эрикссон                  | OMSE RX2 Car                     | OMSE RX2 Car                     |
| 2019  | Оливье Эрикссон                  | OMSE RX2 Car                     | OMSE RX2 Car                     |

## Пилоты

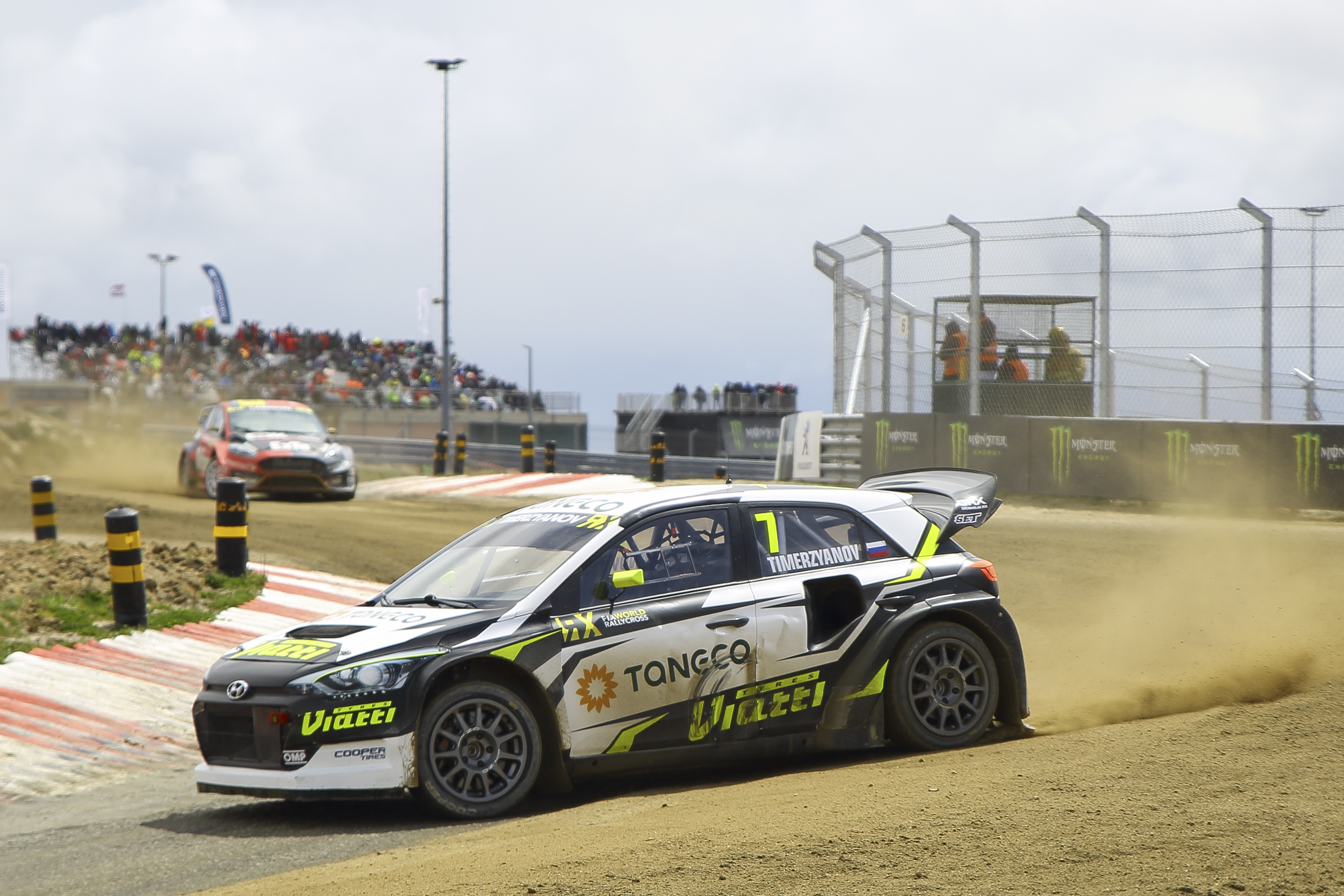
На трассе Тимур Тимерзянов, 2018 год

Среди пилотов чемпионата мира (класс Supercar) явно преобладают представители Западной и Северной Европы. Гонщики из Восточной Европы немногочисленны, но стартуют регулярно, рекордсменом по числу проведённых подряд сезонов является россиянин Тимур Тимерзянов — 7 (2014-2020 годы). Участники из Южной Европы и Северной Америки стартовали только в отдельных сезонах, а единственным азиатским спортсменом стал китаец Ма Цинхуа, проведший единственную гонку в 2018 году.
Список некоторых участников: пилоты чемпионата мира по ралли-кроссу.